# Estación Aguas Blancas
Aguas Blancas fue una estación de ferrocarril que se hallaba en medio del Desierto de Atacama, en la Región de Antofagasta de Chile. Fue parte del Longitudinal Norte y actualmente se encuentra inactiva.

## Historia
La estación fue construida como parte del ferrocarril Longitudinal Norte, el cual comenzó a operar en 1913; originalmente en el trazado primitivo, proyectado más al este, la estación no estaba planificada sino que estaba contemplada otra parada —denominada «María Teresa y ubicada cerca de la oficina salitrera homónima»—, sin embargo las posteriores modificaciones al trazado durante su construcción establecieron la nueva estación Aguas Blancas en su ubicación definitiva, en el cruce con la vía del Ferrocarril de Aguas Blancas, el cual originalmente no tenía una detención en el sector.
Según Santiago Marín Vicuña, la estación se encontraba ubicada a una altitud de 1077 m s. n. m. La estación está descrita en mapas de 1929, así como también aparece en publicaciones turísticas de 1949 y en mapas oficiales de 1968.
En agosto de 1941 se autorizó la construcción de un desvío de trocha de 762 mm que permitía el transbordo de carga entre el Ferrocarril de Aguas Blancas y el Ferrocarril Longitudinal Norte (que poseía trocha métrica). La estación dejó de prestar servicios para el Ferrocarril de Aguas Blancas cuando este suspendió sus operaciones en 1961.
Si bien la estación dejó de prestar servicios cuando finalizó el transporte de pasajeros en la antigua Red Norte de la Empresa de los Ferrocarriles del Estado en junio de 1975, las vías del Longitudinal Norte continuaron siendo operadas para el transporte de carga hasta que fueron traspasadas a Ferronor y privatizadas, mientras que la estación fue clausurada el 15 de enero de 1979, posteriormente abandonada y solamente quedan algunos restos.